# Free! Take Your Marks
Free! Take Your Marks (特別版 Free!-Take Your Marks-, Tokubetsuban Free! Take Your Marks) é um filme animado japonês produzido pela Kyoto Animation e Animation Do. O filme é baseado na série Free!, transmitida entre 2013 e 2014, sendo a sequência de Free! Eternal Summer e a última parte da trilogia Free! Timeless Medley.
Free! Take Your Marks consiste de uma história original que serve de continuação direta da compilação dos filmes, sendo dividida em quatro partes episódicas.

## Produção
A Kyoto Animation anunciou que um "novo projeto" havia sido iniciado num vídeo promocional para o lançamento doméstico da animação High Speed! Free! Starting Days. Os detalhes foram revelados num evento ocorrido em 19 de março de 2017, no qual anunciaram que o projeto consistiria em dois filmes de compilação baseados na segunda temporada da série, intitulada Free! Eternal Summer. Além dos dois filmes, o projeto também incluiu uma terceira sequência original, seguindo a preparação de Haruka para entrar no colégio, A estória serve como uma transição para a terceira temporada da série televisiva, Free! Dive to the Future. O filme é dividido em quatro partes episódicas e foi lançado nos cinemas em 28 de outubro de 2017. Já o lançamento em DVD e Blu-ray ocorreu em 4 de abril de 2018.
A Funimation, por sua vez, adquiriu os direitos de Free! Take Your Marks, juntamente com os dois filmes anteriores para distribuição na América do Norte. Uma exibição limitada ocorreu em 14 de março de 2018, com legendas em inglês. Todas as partes episódicas foram lançadas em outubro de 2018.

## Recepção
Free! Take Your Marks ficou na oitava posição em sua semana de estréia. Nas bilheterias, faturou 346 milhões de ienes. A edição limitada do lançamento em Blu-ray estreou na primeira colocação da Oricon e vendeu 6336 cópias em sua primeira semana, enquanto a edição regular estreou em sétimo, vendendo 1991 cópias em sua primeira semana. Já a versão para DVD estreou em segundo lugar e vendeu 3592 cópias em sua primeira semana.
Spencer Dakos, da Anime News Network, elogiou a abordagem cômica do filme ao revelar lados para os personagens nunca antes vistos e observou que o filme se afastou da dramática narrativa em High Speed! Free! Starting Days e Free! Eternal Summer. Jacob Chapman, também da Anime News Network, citou os pontos fortes do filme como uma "comédia agradável" que ajuda a "suavizar os fãs até a terceira temporada", mas afirmou que o filme parecia uma animação em vídeo original e a mudança de diretor de Hiroko Utsumi para Eisaku Kawanami afetou a "atmosfera, o drama e o serviço de fãs". Nick Creamer, por sua vez, elogiou-o por integrar o estilo cômico da primeira temporada do programa, mas achou que a narrativa não era coesa.

## Trilha sonora
A trilha sonora original foi produzida por Tatsuya Kato e lançada em 29 de novembro de 2017, sob o nome Free! Take Your Marks Original Soundtrack: Bring it In! (『特別版 Free!-Take Your Marks-』オリジナルサウンドトラック「Bring it in!」). O álbum estreou na quadragésima segunda posição da parada semanal da Oricon, permanecendo por duas semanas.
A canção tema de abertura, "Free-style Spirit", foi tocada pelo Style Five, que consiste nos dubladores de Haruka, Makoto, Nagisa, Rei e Rin. A canção tema final, "What Wonderful Days !!", teve a performance de The Merry Friends of Iwatobi (岩鳶町のゆかいな仲間たち, Iwatobi-cho no Yukai na Nakama-tachi). Ambas foram lançadas como single duplo A em 8 de novembro de 2017, estreando na Oricon na décima nona posição, na qual permaneceu por cinco semanas. Mais tarde, elas foram adicionados ao álbum da trilha sonora original, juntamente com as três versões de "What Wonderful Days!!"